# 마쓰모토 레이
마쓰모토 레이(일본어: 松本 怜, 1988년 2월 25일 ~ )는 일본의 축구 선수이다.

## 구단 경력
그는 2010년부터 2022년까지 J리그의 요코하마 F. 마리노스, 오이타 트리니타에서 활동하였다.